# Zoë Bell

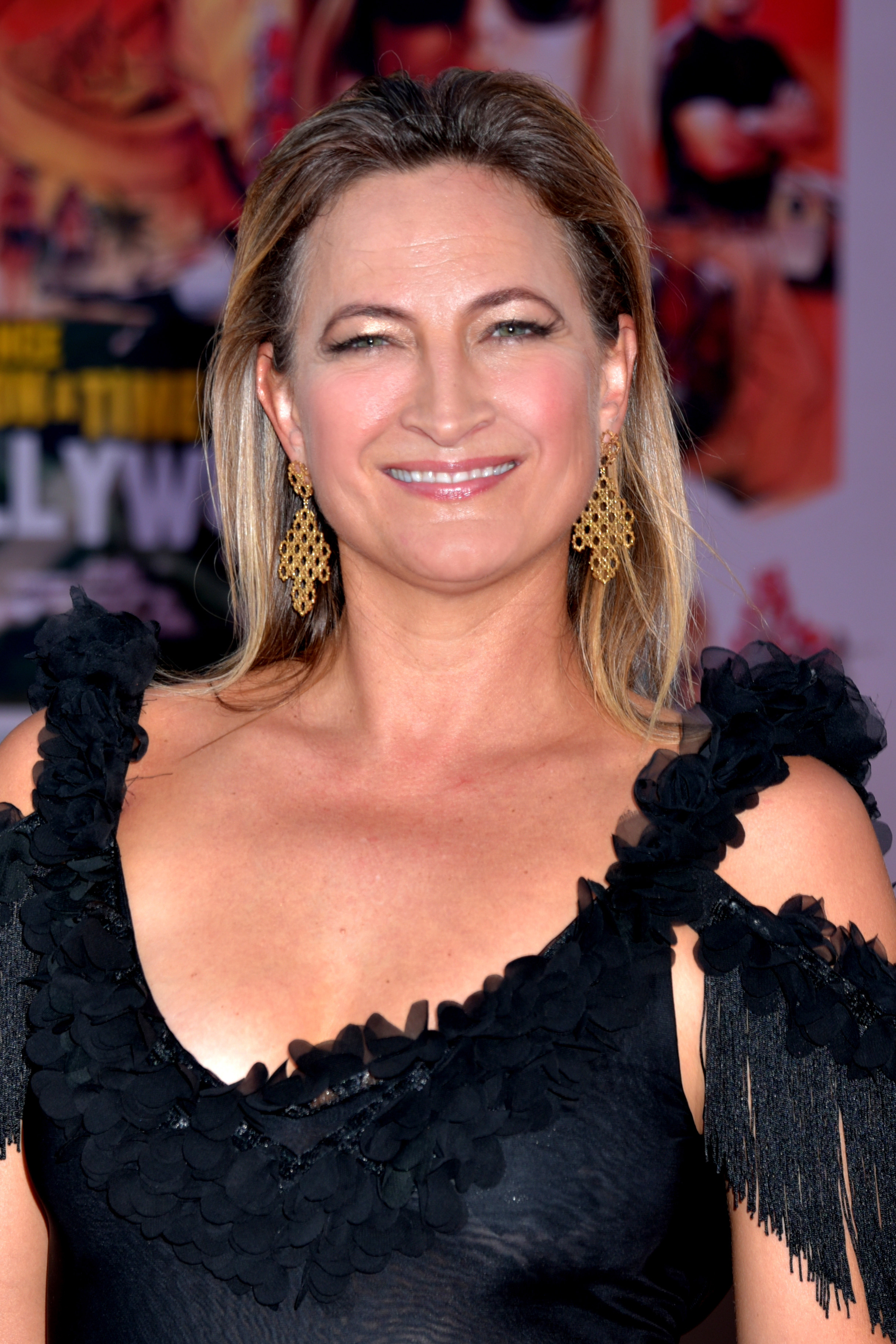
Zoë Bell (2019)

Zoë Bell (* 17. November 1978 auf Waiheke Island, Auckland Region) ist eine neuseeländische Stuntfrau und Schauspielerin.

## Leben und Karriere
Bell ist das erste Kind von Tish und Andrew Bell. Sie hat einen jüngeren Bruder namens Jake und einen Halbbruder namens Leonhard, der in seiner alten Heimatstadt in Deutschland lebt. In ihrer Kindheit nahm sie an Turnwettkämpfen teil. Mit 15 Jahren hörte sie mit dem Turnen auf und begann mit Taekwondo. Sie besuchte das Mädchengymnasium in Auckland und das Selwyn College in Otago.
Bells Karriere begann 1998 dank einer Vermittlungsleistung ihres Vaters. Später machte sie Stunts für die US-Fernsehserie Herkules, und zur 4. Staffel war sie dann das Double von Lucy Lawless in Xena – Die Kriegerprinzessin. Sie brach sich mehrere Rückenwirbel während des Drehs, arbeitete jedoch eine weitere Woche, bis in einem anderen Stunt ein Stuhl auf ihrem Rücken zerschlagen wurde, was sie bis auf weiteres arbeitsunfähig machte. Die folgenden Jahre bekam sie einige kleinere Fernseh- und Stuntrollen, inklusive Stuntdouble von Adrienne Wilkinson, mit der sie schon vorher in Xena zusammengearbeitet hatte. Danach bekam sie die Rolle als Stuntdouble von Uma Thurman in Quentin Tarantinos Film Kill Bill – Volume 1. Ursprünglich als Thurmans „crash and smash“-Double (zertrümmern und zerschlagen) angestellt, merkte das Filmteam nach kurzer Zeit, dass sie auch ein gutes Double für die Kampfszenen abgeben würde, und gab ihr entsprechendes Training. Bell musste lernen, in der Wushu-Technik zu kämpfen, was von ihr verlangte, das Verhalten und die Bewegungsabläufe von Lucy Lawless abzulegen. Gegen Ende der Dreharbeiten von Kill Bill: Volume 2 brach sie sich die Rippen und verletzte sich am Handgelenk, als eine Szene gedreht wurde, in der sie durch die Druckwelle eines Schrotgewehres nach hinten geschleudert wurde. Bell musste operiert werden und brauchte mehrere Monate, um wieder gesund zu werden.
Tarantino war von ihr beeindruckt und gab ihr eine Hauptrolle in seinem nächsten Film Death Proof – Todsicher, in der sie sich selbst und ihre eigenen Stunts spielte, wovon einer auf der Motorhaube eines fahrenden Dodge Challenger stattfand. Außerdem spielte sie als Stuntfrau im Film Catwoman, wo sie die Stürze und Sprünge ausführte und Sharon Stone doubelte.
Der Dokumentarfilm Double Dare – der 2004 in den USA herauskam – handelt von Bell und ihrer Kollegin Jeannie Epper, die versuchen, in Hollywood Erfolg zu haben. Der Film behandelt Bells Karriere vom Ende der Einspielung von Xena bis zum Anfang der Dreharbeiten an Kill Bill: Volume 1. 2004 wurden Bell und Angela Meryl (Stuntdouble von Vivica A. Fox) für die Taurus World Stunt Awards in den Kategorien Best Overall Stunt by a Woman (beste Stuntfrau) und Best Fight (beste Kampfszene) für ihr Doublen der Messerkampfszene zwischen Beatrix Kiddo und Vernita Green in Kill Bill: Volume 1 nominiert.
2005 wurde Bell für einen Taurus in den Kategorien Best Overall Stunt by a Woman, Best Fight und Best High Work (bester Stunt in der Höhe) nominiert. Zusammen mit Daryl Hannahs Double gewann sie in Best Overall Stunt und Best Fight für ihren Kampf in Budds Wohnwagen in Kill Bill: Volume 2. Die Nominierung für Best High Work bekam sie für einen Sprung aus mehr als 60 Metern Höhe im Film Catwoman.
2009 spielte Bell in dem Film Roller Girl die Figur Bloody Holly, eines der Roller-Derby-Teammitglieder der Protagonistin.
2015 setzte sie Quentin Tarantino in seinem Film The Hateful Eight erneut ein, wo sie eine neuseeländische Postkutschenfahrerin spielte. Vier Jahre später besetzte Tarantino sie auch in seinem Film Once Upon a Time in Hollywood.

## Filmografie (Auswahl)
- 2007: Death Proof – Todsicher (Grindhouse: Death Proof)
- 2007: Planet Terror (Grindhouse: Planet Terror)
- 2008: Lost (Fernsehserie, 4 Episoden)
- 2009: Gamer
- 2009: Roller Girl (Whip It)
- 2009: Selbst ist die Braut (The Proposal, als Stuntwoman der Hauptdarstellerin Sandra Bullock)
- 2009: Bitch Slap
- 2009: Angel of Death
- 2010: Game of Death
- 2011: Gossip Girl (Fernsehserie, Episode 5x01)
- 2011: CSI: Miami (Fernsehserie, Episode 9x12)
- 2012: Django Unchained
- 2012: The Baytown Outlaws
- 2013: Hänsel und Gretel: Hexenjäger (Hansel and Gretel: Witch Hunters)
- 2013: Raze
- 2013: Oblivion
- 2014: Mercenaries
- 2015: Camino
- 2015: The Hateful Eight
- 2016: Paradox
- 2019: Once Upon a Time in Hollywood
- 2021: Malignant